# WTA Finals 2015 - Doppio
Il doppio  del WTA Finals 2015 è un torneo di tennis facente parte del WTA Tour 2015.
Cara Black e Sania Mirza erano le detentrici del titolo, ma la Black non si è qualificata. La Mirza, invece, ha disputato il torneo con Martina Hingis, aggiudicandosi il torneo per il secondo anno consecutivo battendo in finale Garbiñe Muguruza e Carla Suárez Navarro per 6-0, 6-3.

## Giocatrici
1. Martina Hingis /  Sania Mirza (campionesse)
2. Bethanie Mattek-Sands /  Lucie Šafářová (round robin)
3. Chan Hao-ching /  Chan Yung-jan (semifinale)
4. Tímea Babos /  Kristina Mladenovic (round robin)

1. Caroline Garcia /  Katarina Srebotnik (round robin)
2. Raquel Kops-Jones /  Abigail Spears (round robin)
3. Andrea Hlaváčková /  Lucie Hradecká (semifinale)
4. Garbiñe Muguruza /  Carla Suárez Navarro (finale)

## Tabellone

### Legenda
| - Q = Qualificato - WC = Wild card - LL = Lucky loser | - ALT = Alternate - SE = Special Exempt - PR = Protected Ranking | - w/o = Walkover - r = Ritirato - d = Squalificato |

### Fase finale
|  | Semifinali | Semifinali                            | Semifinali                            | Semifinali | Semifinali |  |  | Finale | Finale                                | Finale                                | Finale | Finale |  |
|  |            |                                       |                                       |            |            |  |  |        |                                       |                                       |        |        |  |
|  | 1          | Martina Hingis Sania Mirza            | Martina Hingis Sania Mirza            | 6          | 6          |  |  |        |                                       |                                       |        |        |  |
|  | 3          | Chan Hao-ching Chan Yung-jan          | Chan Hao-ching Chan Yung-jan          | 4          | 2          |  |  | 1      | Martina Hingis Sania Mirza            | Martina Hingis Sania Mirza            | 6      | 6      |  |
|  | 8          | Garbiñe Muguruza Carla Suárez Navarro | Garbiñe Muguruza Carla Suárez Navarro | 7          | 6          |  |  | 8      | Garbiñe Muguruza Carla Suárez Navarro | Garbiñe Muguruza Carla Suárez Navarro | 0      | 3      |  |
|  | 7          | Andrea Hlaváčková Lucie Hradecká      | Andrea Hlaváčková Lucie Hradecká      | 6          | 0          |  |  |        |                                       |                                       |        |        |  |

### Gruppo Rosso
|   |                                  | Hingis Mirza | Babos Mladenovic | Kops-Jones Spears | Hlaváčková Hradecká | RR V-P | Set V-P     | Game V-P      | Classifica |
| 1 | Martina Hingis Sania Mirza       |              | 6–4, 7–5         | 6–4, 6–2          | 6–3, 6–4            | 3–0    | 6–0 (100%)  | 37–22 (62.7%) | 1          |
| 4 | Tímea Babos Kristina Mladenovic  | 4–6, 5–7     |                  | 7–6(5), 6–2       | 2–6, 1–6            | 1–2    | 2–4 (33.3%) | 25–33 (43.1%) | 3          |
| 6 | Raquel Kops-Jones Abigail Spears | 4–6, 2–6     | 56–7, 2–6        |                   | 6–3, 3–6, [11–9]    | 1–2    | 2–5 (28.6%) | 24–34 (41.4%) | 4          |
| 7 | Andrea Hlaváčková Lucie Hradecká | 3–6, 4–6     | 6–2, 6–1         | 3–6, 6–3, [9–11]  |                     | 1–2    | 3–4 (42.9%) | 28–25 (52.8%) | 2          |

La classifica viene stilata in base ai seguenti criteri: 1) Numero di vittorie; 2) Numero di partite giocate; 3) Scontri diretti (in caso di due giocatori pari merito ); 4) Percentuale di set vinti o di games vinti (in caso di tre giocatori pari merito ); 5) Decisione della commissione.

### Gruppo Bianco
|   |                                       | Mattek-Sands Šafářová | Chan      | Garcia Srebotnik | Muguruza Suárez Navarro | RR V-P | Set V-P     | Game V-P      | CLassifica |
| 2 | Bethanie Mattek-Sands Lucie Šafářová  |                       | 2–6, 2–6  | 2–6, 0–3 rit.    | 6–3, 7–6(1)             | 1–2    | 2–4 (33.3%) | 19–30 (38.8%) | 4          |
| 3 | Chan Hao-ching Chan Yung-jan          | 6–2, 6–2              |           | 6–4, 7–6(5)      | 5–7, 4–6                | 2–1    | 4–2 (66.7%) | 34–27 (55.7%) | 2          |
| 5 | Caroline Garcia Katarina Srebotnik    | 6–2, 3–0 rit.         | 4–6, 56–7 |                  | 5–7, 2–6                | 1–2    | 2–4 (33.3%) | 26–28 (48.1%) | 3          |
| 8 | Garbiñe Muguruza Carla Suárez Navarro | 13–6, 6–7             | 7–5, 6–4  | 7–5, 6–2         |                         | 2–1    | 4–2 (66.7%) | 35–29 (54.7%) | 1          |

La classifica viene stilata in base ai seguenti criteri: 1) Numero di vittorie; 2) Numero di partite giocate; 3) Scontri diretti (in caso di due giocatori pari merito ); 4) Percentuale di set vinti o di games vinti (in caso di tre giocatori pari merito ); 5) Decisione della commissione.